# Reinbert de Leeuw
Reinbert de Leeuw   (Amsterdam, 8 de setembre de 1938 - Amsterdam, 14 de febrer de 2020) fou director d'orquestra, pianista, compositor i educador neerlandès. És el fundador i director del Schönberg Ensemble.

## Biografia
Reinbert de Leeuw va estudiar teoria musical i piano al Conservatori d'Amsterdam i composició amb Kees van Baaren al "Koninklijk Conservatorium Den Haag", on posteriorment va ensenyar. És un reconegut director i pianista, sobretot per a la música contemporània. També és el fundador de l'holandesa "Charles Ives Society". Des del 2004, va ser professor a la Universitat de Leiden (càtedra de creació musical dels segles XIX, XX i XXI).
El 1974 va fundar el Schönberg Ensemble, especialitzat en la interpretació d'obres de la Segona Escola de Viena. Per a les cordes del conjunt, va compondre especialment la peça Etude (1983-1985), la seva composició més recent: des de llavors només ha fet adaptacions i instrumentacions.
Reinbert de Leeuw dirigia regularment la Royal Concertgebouw Orchestra, la New Sinfonietta Amsterdam, la Residentie Orchestra de la Haia, conjunts com el Dutch Chamber Choir, Asko Ensemble, el Netherlands Wind Ensemble i les orquestres de ràdio holandeses. Durant la temporada 1995-96, va estar al centre de la sèrie "Carte blanche" al "Concertgebouw Amsterdam". Participa en l'organització de la sèrie "Contemporaries" al mateix lloc. Reinbert de Leeuw també dirigia en conjunts internacionals. Va participar en la producció de diverses òperes a l'Òpera holandesa d'Amsterdam i a la "Nationale Reisopera": Ígor Stravinski (La Carrière d'un libertin), Louis Andriessen (Rosa, un drama sobre cavalls; Escrivint a Vermeer), György Ligeti (Le Grand Macabre), Claude Vivier (Rêves d'un Marco Polo), Robert Zuidam (Rage d'Amours) i Benjamin Britten (The Turn of the Screw). El 2011, va realitzar un vell somni dirigint el Gurre-Lieder de Schönberg.
De Leeuw va ser el 1992 el director artístic convidat del Festival Aldeburgh i, del 1994 al 1998, el director artístic del "Tanglewood Contemporary Music Festival". També va ser assessor artístic de música contemporània de l'Orquestra Simfònica de Sydney.
Té una important discografia, com a director o pianista, que inclou obres d'Erik Satie, Olivier Messiaen, Igor Stravinsky, Leoš Janáček, Sofia Gubaidúlina, Galina Ustvolskaya, Arnold Schönberg, Anton Webern, Claude Vivier, Louis Andriessen i Steve Reich. Alguns d'aquests enregistraments han rebut importants premis. El juny de 2006, va publicar amb el Schönberg Ensemble una retrospectiva en una caixa de 25 CD i DVD, que ressegueix tres dècades de concerts, la majoria dels quals van ser dirigits per ell.

## Publicacions
- Charles Ives, en col·laboració amb J. Bernlef, 1969.
- Muzikale anarchy, reflexions sobre la música moderna, publicat anteriorment al diari De Gids, 1973